# David Luteijn
David Luteijn (Zuidzande, 11 juli 1943 – Oostburg, 13 april 2022) was een Nederlands politicus.

## Loopbaan
Luteijn was een Zeeuwse herenboer en landbouwvoorman. Hij was een zakelijke bestuurder uit Zeeuws-Vlaanderen. Actief in vele maatschappelijke functies, met name op het gebied van de landbouw. In 1983 werd hij namens de Volkspartij voor Vrijheid en Democratie (VVD) gekozen in de Eerste Kamer der Staten-Generaal. Hij was landbouw-specialist en fiscaal woordvoerder, en volgde in 1987 Guus Zoutendijk op als fractievoorzitter van de VVD in de senaat. Speelde een voorname rol bij de breuk van de VVD met het tweede kabinet-Lubbers. Was na zijn politieke loopbaan enige tijd waarnemend commissaris van de Koningin in Zuid-Holland nadat Joan Leemhuis-Stout aftrad vanwege de Ceteco-affaire.
Luteijns interesse in de wielersport zorgde dat Jan Raas en de Rabobankbestuurder (en mede-Zeeuws-Vlaming) Herman Wijffels in 1995 met elkaar in contact kwamen. Het leidde tot de oprichting van de Rabowielerploeg.
Ir. D. Luteijn overleed in 2022 op 78-jarige leeftijd.
Hij had twee kinderen en vier kleinkinderen. Hij was ridder in de Orde van Oranje Nassau, ridder in de Orde van de Nederlandse Leeuw en officier in de Orde van Leopold II.
- International Standard Name Identifier: 0000 0004 5285 9933
- Nederlandse Thesaurus van Auteursnamen: 394160614
- Parlement.com: vg09llnswyzx
- Virtual International Authority File: 317290954
- WorldCat: E39PBJrm3f869MJd78qb84RtKd